# Gerhard Birkfellner
Gerhard Birkfellner (* 11. August 1941 in St. Pölten; † 26. Mai 2011) war ein österreichischer Slawist.

## Leben
Nach der Promotion 1966 zum Dr. phil. an der Universität Wien und der Habilitation 1977 in Wien war er seit 1983 Ordinarius für Slavische Philologie an der Universität Münster.

## Schriften (Auswahl)
- Glagolitische und kyrillische Handschriften in Österreich. Wien 1975, ISBN 3-7001-0141-4.
- Das römische Paterikon. Studien zur serbischen, bulgarischen und russischen Überlieferung der „Dialoge“ Gregors des Großen. Mit einer Textedition. Wien 1979, ISBN 3-7001-0320-4.
- Hg.: Philologische Beiträge. Münster 1999, ISBN 3-8258-2289-3.
- Altrussische Speisenordnung oder was man das ganze Jahr über auf den Tisch bringt. Nach dem Domostroj (Der Hauswirt). Deutsche Erstausgabe und mittelrussischer Text mit Kommentaren. Münster 2004, ISBN 3-8258-7983-6.